# Dziewczyna i chłopak (film 1980)
Dziewczyna i chłopak – polski film przygodowo-komediowy z 1980, w reżyserii Stanisława Lotha, będący kinową wersją popularnego serialu pod tym samym tytułem.

## Obsada
- Wojciech Sieniawski – Tomek Jastrzębski
- Anna Sieniawska – Tosia Jastrzębska
- Barbara Sołtysik – Barbara Jastrzębska, mama Tomka i Tosi
- Stanisław Mikulski – Piotr Jastrzębski, ojciec Tomka i Tosi
- Michał Sumiński – Stefan Jastrzębski, wuj Tomka i Tosi
- Teresa Lipowska – ciocia Ola, żona wuja Stefana
- Anna Milewska – ciocia Irena, siostra mamy bliźniaków
- Jerzy Turek – gajowy Kulik
- Bogusz Bilewski – kłusownik Wilczak
- Zygmunt Maciejewski – nadleśniczy
- Tadeusz Pluciński – komendant straży pożarnej
- Zdzisław Szymański – woźnica Józef